# Musikwinkel

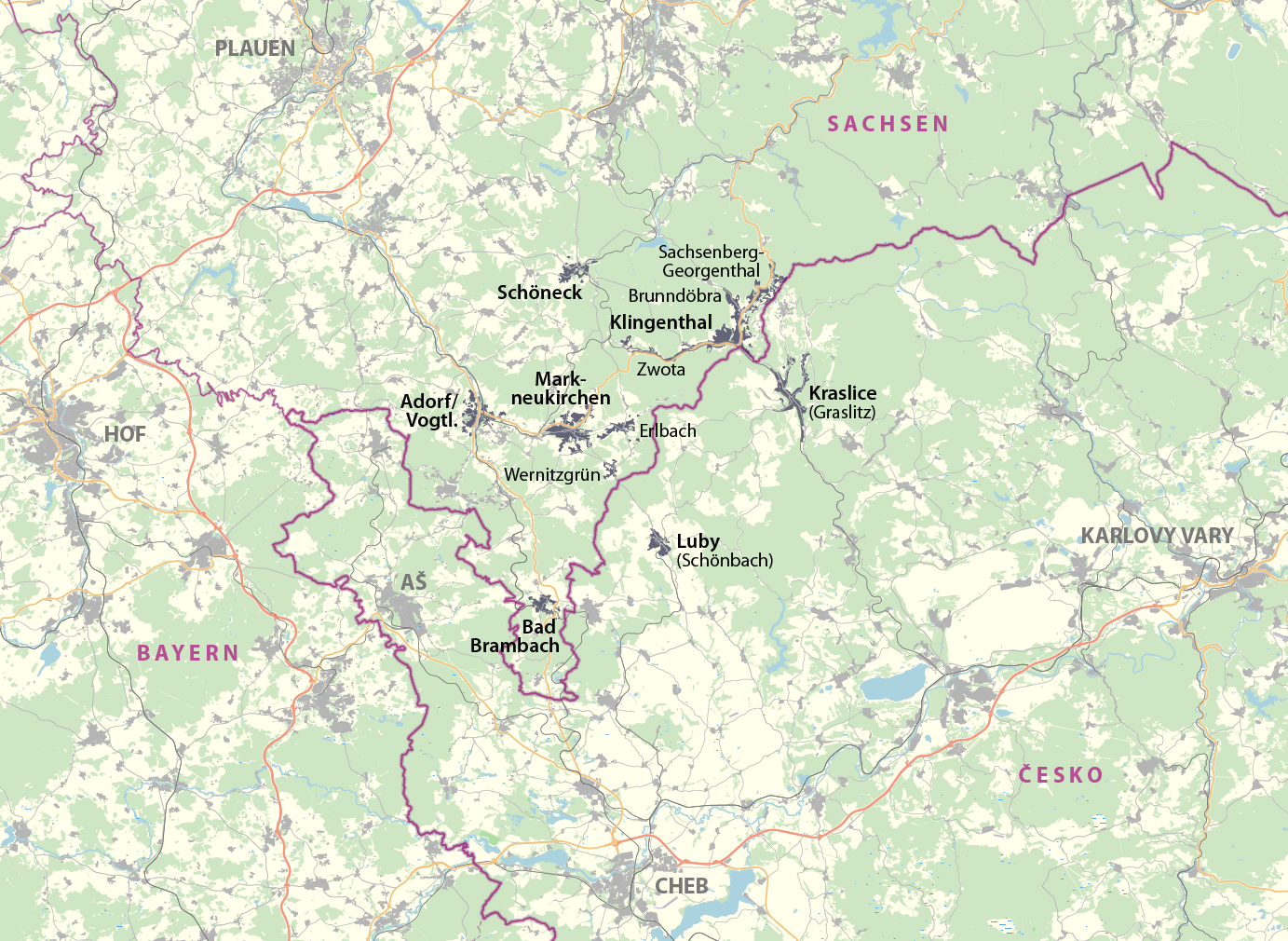
Musikwinkel

Der Musikwinkel ist eine historische Region des Musikinstrumentenbaus, die heute an der Grenze zwischen Deutschland und Tschechien liegt. Dazu gehören die Städte Markneukirchen (zusammen mit Erlbach und Wernitzgrün) und Klingenthal (zusammen mit Zwota, Sachsenberg-Georgenthal und Brunndöbra) sowie Schöneck, Adorf und Bad Brambach im sächsischen Vogtland. Die dortige Ansiedlung von Musikinstrumentenbauern geht auf die böhmische Exulantenbewegung Mitte des 17. Jahrhunderts zurück. Bis zum Zweiten Weltkrieg und der anschließenden Vertreibung der Deutschen aus der Tschechoslowakei bildete die Region zusammen mit Graslitz (heute Kraslice) und Schönbach (heute Luby) auf der Seite des westböhmischen Egerlands eines der weltweit größten Zentren des Musikinstrumentenbaus. Die Region ist Teil der Euregio Egrensis. 

## Bezeichnungen
Der Begriff „Musikwinkel“ für diese Gegend geht auf den Zwotaer Heimatdichter Max Schmerler zurück, der sie in zwei Publikationen 1914 und 1923 als sächsischen Musikwinkel bezeichnete. In einer Neuausgabe des Buchs Aus dem Musikwinkel (1914) schreibt Schmerler 1938: „Mein Büchel geht zum zweiten Male hinaus. Viele Jahre sind darüber hingezogen. — Aber der Name, den das Büchlein zuerst prägte, ist heut zum Sinnbild der Gegend geworden und in aller Munde.“ Heute wird die deutsch-tschechische Region auch als sächsisch-böhmischer Musikwinkel  oder (ober-)vogtländisch-westböhmischer Musikwinkel bezeichnet. Seit Ende des 19. Jahrhunderts ist außerdem die Bezeichnung klingendes Vogtland gebräuchlich.

## Vogtländischer Teil

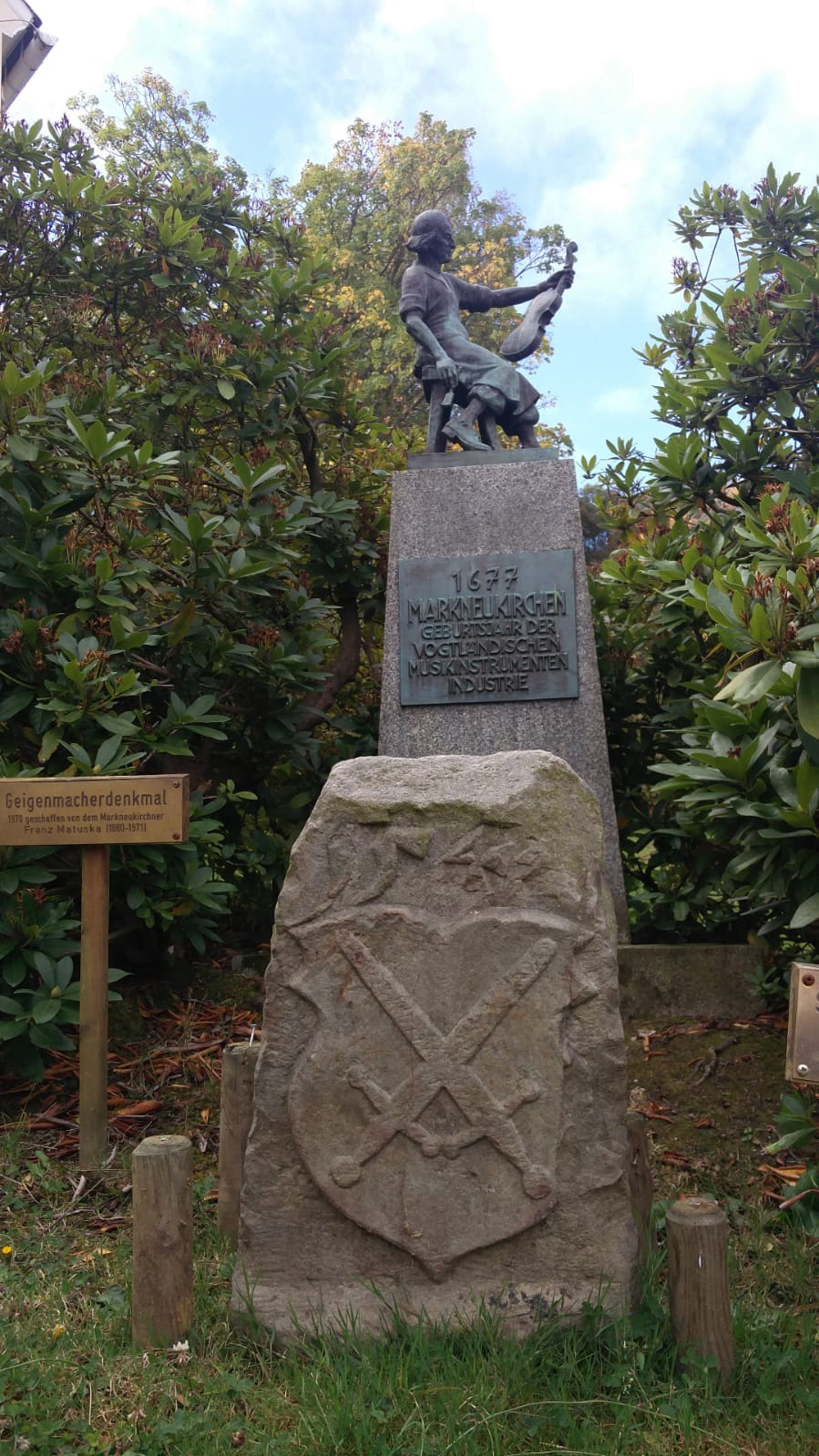
Geigenmacherdenkmal von Franz Matuska im Garten des Musikinstrumentenmuseums Markneukirchen, 1970 aufgestellt

Die Geschichte des Musikinstrumentenbaus im Vogtland beginnt in der Stadt Markneukirchen. Hier siedelten sich böhmische Exulanten aus dem Grenzort Graslitz an, die im Zuge der Gegenreformation aufgrund ihres evangelischen Glaubens ihre Heimat verlassen hatten. Sie brachten die Kunst des Geigenbaus in die Stadt. 1677 schlossen sich zwölf Meister in Markneukirchen zu einer Innung zusammen. Der von der Kanzlei auf der Moritzburg in Zeitz bestätigte Artikelbrief gilt als Geburtsurkunde des Musikinstrumentenbaus im Vogtland. Nach und nach siedelten sich im weiteren Verlauf der Bogenbau und die dazugehörige Saitenfabrikation in der Stadt an. Zeitgleich entwickelten sich auch Gitarren- und Zitherbau. 
Der Geigenbau in Klingenthal begann ab 1659, ihr wichtigster Vertreter wurde Caspar Hopf, der aus einer Graslitzer Exulantenfamilie stammte. Auch Handwerker, die die Kunst der Fertigung von Holzblasinstrumenten und Waldhörnern verstanden, ließen sich um die Wende zum 18. Jahrhundert in der Region nieder. So konnte schon frühzeitig nahezu die gesamte Palette klassischer Orchesterinstrumente hergestellt und vertrieben werden. Später fasste die Kunst des Instrumentenbaus auch Fuß in den Nachbarorten, weshalb auch Adorf und Bad Brambach heute zum Musikwinkel gezählt werden. Der ab 1829 betriebene Klingenthaler Harmonika- und Akkordeonbau kam durch das Wirken von Johann Wilhelm Rudolph Glier zur Blüte. 
Der Markneukirchener Gitarrenbauer Christian Friedrich Martin wanderte nach Konflikten mit der Geigenbauerinnung 1832 nach New York aus, wo er Gitarren der Marke Martin baute. Der Schönecker Emigrant Rudolph Wurlitzer gründete 1853 in Cincinnati die Rudolph Wurlitzer Company, Namensgeber von Musikboxen und des Wurlitzer-Pianos.
Die Konzentration brachte im Laufe des 19. Jahrhunderts großen Reichtum in die Region. An der Wende zum 20. Jahrhundert hatten die Instrumente aus den Ortschaften im vogtländischen Musikwinkel in einigen Branchen wie dem Harmonikabau und der Streichinstrumentenfertigung einen Weltmarktanteil von ca. 50 Prozent. Von 1893 bis 1916 bestand in Markneukirchen eine Konsulatsagentur der USA. Zu dieser Zeit lebten nicht weniger als 15 Millionäre in der Stadt, die damals, gemessen an der Einwohnerzahl, die reichste Deutschlands war. Zu Reichtum kamen jedoch weniger die Musikinstrumentenbauer als vielmehr die Händler, die so genannten „Fortschicker“. 
1884 gründete Paul Otto Apian-Bennewitz das Vogtländische Gewerbemuseum in Markneukirchen, das heute Musikinstrumenten-Museum heißt. In Klingenthal gibt es seit 1993 ein Musik- und Wintersportmuseum, im Ortsteil Zwota seit 1986 ein Harmonikamuseum. In Erlbach wird die Geschichte des Gewerbes im Obervogtländischen Dorfmuseum gezeigt.

„Alte Musikinstrumente aus dem Vogtland“ (DDR-Briefmarkensatz, 1977)

Im Zuge der Einführung der Planwirtschaft in der Sowjetischen Besatzungszone verließen Hersteller die Region in Richtung Bundesrepublik (z. B. der Gitarrenbauer Hopf und der Signalhersteller Martin). In der DDR-Zeit wurde ein hoher Anteil von Musikinstrumenten industriell in Großserienproduktion in volkseigenen Betrieben gefertigt. 1952 wurde in Markneukirchen der VEB Musima gegründet. 1949 wurde der VEB Klingenthaler Harmonikawerke (Goldon, Triola, Weltmeister, Regent, Vermona, Bandmaster) gegründet. Darin gingen unter anderem die Betriebe F. A. Rauner und Alfred Arnold im erzgebirgischen Carlsfeld auf, der Geburtsstätte des Bandoneons. Vermona-Synthesizer werden seit 2001 in Erlbach hergestellt.
Vom 1880 in Markneukirchen gegründeten Unternehmen für Jagdhörner und Kavallerietrompeten namens Deutsche Signal-Instrumenten-Fabrik Max B. Martin leitet sich das deutsche Wort Martinshorn ab. Martin siedelte 1950 nach Philippsburg über. In Markneukirchen wurde 1953 der VEB Blechblas- und Signalinstrumentenfabrik (Akkord, Weltklang, B&S, Meister Hans Hoyer) gegründet. Gerhard A. Meinl aus der Graslitzer Familie Meinl-Langhammer begann mit der Privatisierung 1991.
1951 wurde in Zwota das Institut für Musikinstrumentenbau gegründet, das seit 2004 ein An-Institut der Technischen Universität Dresden ist. Das Institut war ab 1981, zusammen mit einem Großteil der Musikinstrumentenhersteller im Musikwinkel, Teil des Kombinats Musikinstrumente. Ab 1954 erschien in Klingenthal die Zeitschrift Kulturbote für den Musikwinkel, die 1981 in den Vogtländischen Heimatblättern aufging. Das Stadtgeschichtliche Museum Leipzig eröffnete 1954 die Sonderausstellung Klingendes Vogtland. 1977 wurde der vogtländische Instrumentenbau als Teil der Musikkultur der DDR in einem Briefmarkensatz gewürdigt.  
Die meisten der großen Betriebe stellten nach der Wende die Produktion ein. Nicht zuletzt dadurch gewannen die kleinen und mittleren Meisterbetriebe wieder an Bedeutung. Einige der westdeutschen Betriebe verlagerten die Produktion in den Musikwinkel, darunter GEWA (von Mittenwald nach Adorf), Warwick (von Pretzfeld nach Markneukirchen). Mundharmonikas werden von C. A. Seydel Söhne in Klingenthal gefertigt, Klarinetten von F. Arthur Uebel in Markneukirchen.
In Markneukirchen wurde die Marke Musicon Valley (Anspielung auf Silicon Valley) eingeführt. Der vogtländische Musikinstrumentenbau in Markneukirchen und Umgebung wurde im Dezember 2014 von der Kultusministerkonferenz offiziell in das Bundesweite Verzeichnis des immateriellen Kulturerbes im Sinne des Übereinkommens zur Erhaltung des Immateriellen Kulturerbes der UNESCO aufgenommen.

## Westböhmischer Teil

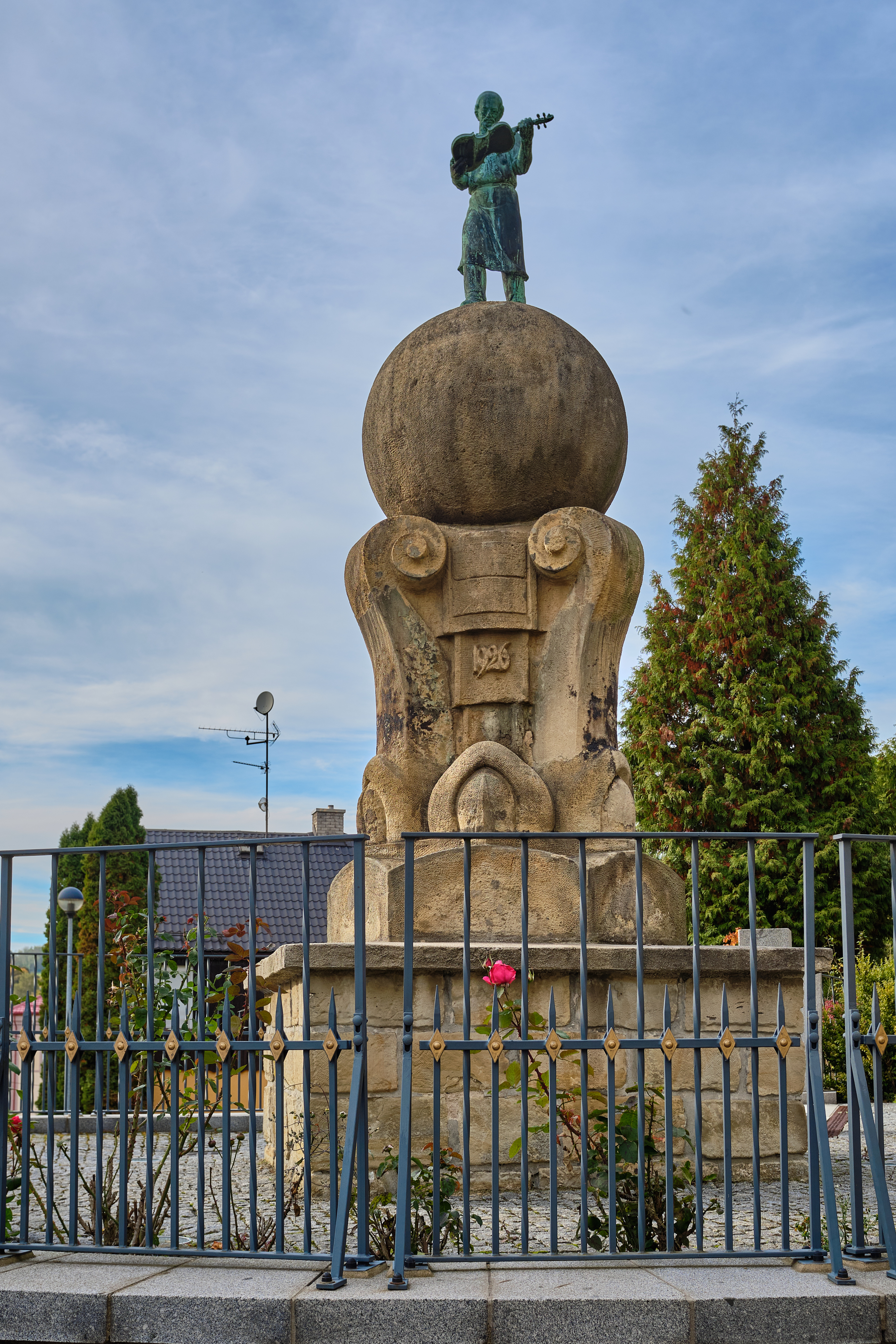
1927 enthülltes Denkmal des Geigenbauers im tschechischen Luby

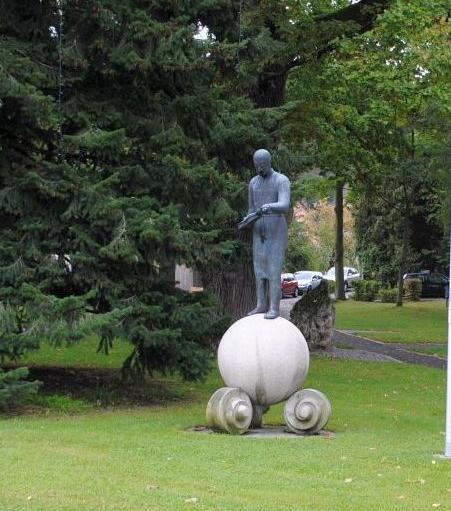
Nach 1947 enthülltes, ähnliches Denkmal im fränkischen Bubenreuth

Auf westböhmischer Seite sind die historischen Zentren des Musikinstrumentenbaus Graslitz (heute Kraslice) mit den umliegenden Orten Silberbach, Waltersgrün, Schwaderbach und Pechbach im Landkreis Graslitz sowie Schönbach (heute Luby) mit Abtsroth. Die Region gehörte zum Egerland (heute Chebsko) und ist heute Teil des Karlovarský kraj. Außerdem gab es Geigenbauer in Neukirchen (heute Nový Kostel) und Fleißen (heute Plesná) sowie Akkordeonbau in Bleistadt. 
Nach der Vertreibung der Deutschen aus der Tschechoslowakei siedelten sich zahlreiche Betriebe aus Graslitz und Schönbach in der Bundesrepublik an. Im fränkischen Bubenreuth entstand ab 1949 die Geigenbauersiedlung für die Geigen- und Gitarrenbauer aus Schönbach. Geschichtliche Aspekte sind im dortigen Stadtmuseum („Bubenreutheum“) zu besichtigen. Dort siedelten sich unter anderem die Schönbacher Gründer der Unternehmen Framus, Höfner und Klira an, außerdem der Klarinettenbauer und Sohn des Erlbacher Klarinettenbauers Fritz Wurlitzer, Herbert Wurlitzer, der 1959 aus der DDR floh. Ein weiteres Zentrum wurde das südhessische Nauheim (Schreiber und Keilwerth, Koestler). Im dortigen Heimatmuseum wurde 2013 die Ausstellung „400 Jahre Musikinstrumentenbau in Graslitz“ eröffnet.
In Kraslice wurde 1945 die Genossenschaft Amati gegründet. Die dort ansässigen Manufakturen wurden unter dem Dach der Firma „Amati“ zusammengefasst, diejenigen in Schönbach unter dem Namen „Cremona“. Die Bezeichnung geht auf die historische Bezeichnung der Stadt als „Österreichs Cremona“ zurück. Nach der Samtenen Revolution wurden die Unternehmen privatisiert. Cremona ging in das 1991 gegründete Unternehmen Strunal (Mischkurzwort von Strunné nástroje Luby / Saiteninstrumente Luby) über, das 2020 Konkurs anmeldete. Amati meldete 2019 Insolvenz an, setzte die Produktion jedoch fort. 
1873 wurde in Graslitz eine Musikfachschule für den Bau von Musikinstrumenten gegründet, die bis 2009 bestand. Die wertvolle Musikinstrumentensammlung, die dort ausgestellt wurde, darunter eine seltene Subkontrabasstuba, befindet sich heute im Besitz von Amati, ist aber nicht öffentlich zugänglich. Ein Musikinstrumentenmuseum (Muzeum hudebních nástrojů) war Anfang der 2010er-Jahre in Planung.
Die 1873 gegründete Geigenbauschule von Luby wurde 2005 nach Cheb verlegt. 2013 wurde im Egerland-Kulturhaus in Marktredwitz die Ausstellung „Egerländer Geigenbau“ eröffnet. Im Rathaus von Luby wurde 2019 eine Ausstellung mit historischen Musikinstrumenten eröffnet, die zum Museum Cheb gehört.

## Film
- Einmal ist keinmal, Spielfilm, Konrad Wolf, 1955, spielt im VEB Klingenthaler Harmonikawerke
- Zwölf Tage in weiß, Dokumentarfilm, 1970, Deutscher Fernsehfunk, Angela Gentzmer, 25 Min.
- Klingendes Vogtland, Dokumentarfilm, Klaus Schulze, DEFA-Studio für Dokumentarfilme 1985, 24 Min.
- Klingendes Vogtland, Dokumentarfilm, Britta Walter, Dokumentation, MDR, 2020, 30 Min.
- Die Instrumentenmacher – Weltklasse aus dem Vogtland, Dokumentation, MDR, 2021, 45 Min.
- Wie klingt Heimat?, Felix Räuber, Dokumentarfilm und Ausstellung im Museum für Sächsische Volkskunst, 2023
- Nebe plné houslí (Der Himmel voller Geigen), Dokumentarfilm über Luby, 2025